# Gert Brunnhuber
Gert Brunnhuber (* 26. Juli 1943) ist ein ehemaliger deutscher Fußballspieler. Er absolvierte in den Spielzeiten 1961/62 bis 1975/76 in der Fußball-Oberliga Süd, Fußball-Regionalliga Süd und 2. Fußball-Bundesliga für seinen Verein FC Schweinfurt 05 insgesamt 345 Ligaspiele mit 12 Toren.

## Vertragsligafußball, 1961 bis 1976
Mit 18 Jahren debütierte der Sohn des zweifachen Gauligameisters (1939, 1942) Josef Brunnhuber am 15. Oktober 1961 beim FC Schweinfurt 05 in der Oberliga Süd. Er agierte dabei im damals praktizierten WM-System als linker Außenläufer. Die Nullfünfer verloren mit Spielern wie Günter Bernard (Torhüter), Erwin Aumeier und Heinz Krämer mit 1:2 beim Karlsruher SC. Als die Ära der erstklassigen Oberliga Süd mit dem Spiel am 28. April 1963 mit einer 1:5-Auswärtsniederlage beim 1. FC Nürnberg für Schweinfurt beendet wurde, gehörte Gert Brunnhuber ebenfalls dem Team aus Unterfranken an; er hatte beim „Club“ zusammen mit Krämer und Rolf Kupfer die Läuferreihe gebildet. In den letzten zwei Runden der alten erstklassigen Oberliga Süd hatte er 26 Ligaeinsätze absolviert und ein Tor erzielt. Schweinfurt wurde ab der Saison 1963/64 nicht in die neue Bundesliga aufgenommen und Brunnhuber und Kollegen traten deshalb ab diesem Zeitpunkt in der zweitklassigen Regionalliga Süd an.
In den ersten zwei Jahren im neuen Regionalligafußball, 1963 bis 1965, kam Brunnhuber auf 25 Einsätze und die Nullfünfer spielten vor allem in der zweiten Saison, 1964/65, mit dem erreichten 15. Rang eine schwache Runde. Überraschend feierte Schweinfurt mit dem Neuzugang Manfred Berz vom FC Schalke 04 im Weltmeisterschaftsjahr 1966 überraschend die Meisterschaft in der Regionalliga Süd vor dem härtesten Konkurrenten um den Titel, Kickers Offenbach. Trainer Gunther Baumann hatte die Mannschaft zu diesem Erfolg geführt und die weiteren Offensivspieler Kurt Dachlauer, Günter Masurek, Manfred Rühr und Rolf Schweighöfer waren Garanten für die Treffer zum Einzug in die Bundesligaaufstiegsrunde. In der Defensive hatten überwiegend Winfried Böhm (Torhüter), Karl-Jürgen Lang, Robert Gehling, Werner Rumpel, Krämer und Kupfer für Ordnung gesorgt. Brunnhuber selbst kam durch Krankheiten und Verletzungen bedingt lediglich am 20. November 1965 bei einer 1:3-Auswärtsniederlage beim VfR Mannheim zu einem Rundeneinsatz. In der Aufstiegsrunde zur Bundesliga vertrat er im Juni 1966 seinen Verein dagegen in vier Spielen gegen RW Essen (0:3; 1:2), FC St. Pauli (1:3) und den 1. FC Saarbrücken (0:0). 
Im letzten Jahr, 1973/74, belegte die Nullfünfer den 15. Rang. Sie waren damit für die neue 2. Fußball-Bundesliga zur Saison 1974/75 qualifiziert. In der Rückrunde hatte der ehemalige Oberligaakteur Walter Lang im Februar 1974 den glücklosen Trainer Fritz Schollmeyer abgelöst. Insgesamt wird Brunnhuber mit 247 Ligaeinsätzen und neun Toren in der Regionalliga Süd von 1963 bis 1974 geführt.
Im Debütjahr des neuen Bundesligaunterbaus, 1974/75, erlebte Schweinfurt unter Trainer István Sztani einen deutlichen Leistungsaufschwung. Mit der Mittelfeldstammbesetzung Horst Raubold, Willi Rodekurth und Harald Aumeier sowie dem Dreierangriff mit Rainer Skrotzki (27-6), Werner Seubert (28-16) und Lothar Emmerich (30-16) belegte Schweinfurt punktgleich mit dem Vizemeister FK Pirmasens den dritten Rang. Brunnhuber hatte alle 38 Ligaspiele absolviert und im Verbund mit Wolfgang Dramsch (Torhüter) und Wolfram Thaumüller die Defensive angeführt. Die sechs Remis im eigenen Stadion führten mit einer Heimniederlage zu 30:8 Heimpunkten, gegenüber jeweils 30:4 der Konkurrenz des Karlsruher SC und Pirmasens und entschieden am Ende das Rennen um die ersten zwei Plätze. In den Auswärtsspielen hatte Schweinfurt mit 18:20 gegenüber 16:22 des KSC und 14:24 des FK Pirmasens die Nase vorne gehabt.
In der folgenden Runde, 1975/76, stieg Schweinfurt als 18. in das Amateurlager ab. Unter den Trainern Peter Velhorn (7/75-2/76) und Gunther Baumann (2/76-6/76) hatte Brunnhuber nochmals 30 Spiele absolviert. Mit dem Auftritt am 38. Spieltag, dem 13. Juni 1976, fünf Wochen vor seinem 33. Geburtstag, im Heimspiel gegen den FSV Frankfurt, verabschiedete sich der Routinier mit einem 3:0-Sieg aus dem Lizenzfußball. Nach 15 Runden Aktivität in der 1. Mannschaft von Schweinfurt 05 beendete Brunnhuber nach insgesamt 345 Pflichtspieleinsätzen (ohne Pokalspiele) mit 12 Toren im Sommer 1976 seine Laufbahn als Vertrags- beziehungsweise Lizenzfußballer.